# Tempus-Editor
Der Tempus-Editor ist ein Texteditor für Atari ST und Atari TT. Programmiert und veröffentlicht wurde Tempus-Editor von der Firma Creative Computer Design (CCD) aus Eltville (Hessen, Deutschland).
Der Texteditor Tempus-Editor wird über die Benutzeroberfläche GEM benutzt. Der Editor wurde komplett in Assembler für TOS geschrieben. Dadurch erreichte die Software eine sehr hohe Arbeitsgeschwindigkeit, welche ihr große Popularität bei Programmierern verschaffte. Frühe Versionen liefen allerdings weder auf höheren Bildschirmauflösungen, als die Atari ST Computer ab Werk boten, noch auf dem Atari TT. Der Tempus-Editor erreichte bei einem Benchmark der Zeitschrift ST-Computer 1987 den vordersten Platz. Die Version 2.0 des Editors erschien 1988 mit zusätzlichen Funktionen, wie zum Beispiel Makro- und Blitter-Unterstützung. Der Verkaufspreis stieg dadurch von 109,- DM auf 129,- DM.
Auch in den folgenden Jahren wurde Tempus-Editor als Benchmark genutzt, z. B. bei der Modifikation des Atari ST mit einem Accelerator Board 1989.
1990 veröffentlichte CCD zudem das Textverarbeitungsprogramm Tempus-Word.